# Сайт Верховної Ради України

Стара версія

Сайт (офіційний портал) Верховної Ради України — офіційна інтернет-сторінка єдиного законодавчого органу України — Верховної Ради України. Розробляється з 1994 року.
У 2018 році його визнано найбільш відвідуваним серед сайтів парламентів держав-членів ООН. У ході дослідження було проаналізовано показники сайтів парламентів 193 країн світу. Парламентський сайт України щомісяця переглядають 4-6 млн разів.
12 листопада 2019 року запущено вдосконалену тестову версію за адресою http://mportal.rada.gov.ua, ліцензовану під Creative Commons Attribution 4.0.

## Законодавчий статус
Згідно з Положенням про вебресурси Верховної Ради України, вебресурси Верховної Ради України є офіційним джерелом інформації ВРУ, що забезпечують висвітлення її діяльності, парламентських органів та Апарату ВРУ, сприяють обміну інформацією з іншими органами державної влади та органами місцевого самоврядування, інформаційній взаємодії з урядовими і неурядовими організаціями інших країн, із громадськістю.
База даних «Законодавство України» має інформаційний характер і не є офіційним друкованим виданням.

## Забезпечення діяльності
Інформаційну підтримку здійснюють Інформаційне управління та Прес-служба Апарату Верховної Ради України. Програмно-технологічну підтримку здійснює Управління комп'ютеризованих систем Апарату ВРУ. Інформаційне наповнення та супроводження здійснюють структурні підрозділи Апарату ВРУ.
Дзеркало — iportal.rada.gov.ua.

## Основні напрямки

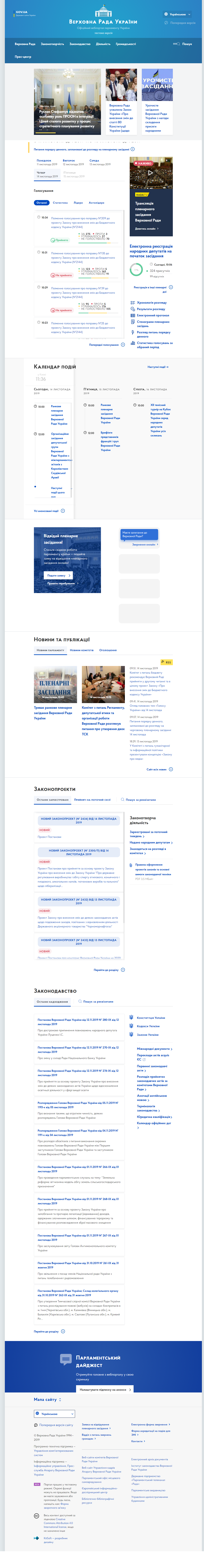

Сайт є потужним джерелом офіційної інформації в Україні: законодавства, законопроєктів, адміністративно-територіального устрою та ін.
Усі зареєстровані законопроєкти, проєкти інших актів та супровідні документи вводяться Апаратом Верховної Ради до бази даних законопроєктів електронної комп'ютерної мережі вебсайту Верховної Ради.
Згідно з п. 3 Положення, інформація, розміщена на сайті Верховної Ради України, включає:
- законопроєкти;
- закони України, постанови Верховної Ради України, міжнародні договори України;
- пленарні засідання Верховної Ради України та парламентські слухання;
- структуру Верховної Ради України;
- керівництво Верховної Ради України;
- депутатський корпус Верховної Ради України (всі скликання);
- депутатські фракції і групи;
- комітети та комісії Верховної Ради України;
- діяльність комітетів Верховної Ради України;
- діяльність тимчасових спеціальних і тимчасових слідчих комісій Верховної Ради України;
- міжпарламентські зв'язки;
- проведення перевірки відповідно до Закону України «Про очищення влади»;
- господарсько-фінансову діяльність Верховної Ради України;
- доступ до публічної інформації;
- порядок доступу громадян до відкритих пленарних засідань Верховної Ради України;
- висвітлення діяльності Верховної Ради України у ЗМІ;
- бібліотечно-бібліографічні ресурси Верховної Ради України;
- діяльність Апарату Верховної Ради України, а також посилання на вебресурси інших органів державної влади, органів місцевого самоврядування України, органів влади інших держав та фото-, аудіо- та відеоматеріали, що висвітлюють діяльність Верховної Ради України.

Занесення інформації на сайт віднесено до обов'язків Апарату Верховної Ради України.